# Všehrdy (Ústí nad Labem)
Všehrdy é uma comuna checa localizada na região de Ústí nad Labem, distrito de Chomutov.